# Radio:ACTIVE
Albums de McFly
All the Greatest Hits
(2007)
Radio:ACTIVE est le 4e album du groupe anglais McFly sorti en 2008. Cet album est le premier créé sous leur propre label, Super Records, après avoir quitté Island Records.
Le premier single de cet album, « One for the Radio » fut diffusé sur BBC Radio 1 le 1er juin 2008. 
Le 24 juin 2008, le groupe McFly annonça un plan markéting destiné à promouvoir leur musique. Leur album a été offert à tous ceux qui achèteraient un exemplaire de The Mail on Sunday le 20 juillet 2008.
Une version de luxe de cet album est prévue pour le 22 septembre 2008 avec quatre chansons exclusives et un dvd bonus.
« Lies », une des pistes de l'édition de luxe de Radio:Active, est le deuxième single de l'album. 
Le troisième single de l'album est « Do Ya », sorti le 23 novembre 2008
Le 8 décembre 2008, est sorti une version de l'album en un seul disque, au Royaume-Uni. Cette version a tout sauf les DVD et les paroles dans le livret, bien que quelques nouvelles photos ont été présentées dans la brochure. Cette version de l'album a remplacé la version Deluxe dans les magasins.
Les Singles de l'album seront disponibles dans une forme de digipak recyclable, à la place du plastique habituel qui couvre les cd.
Au Japon, l'album comporte trois couvertures différentes. Il existe aussi une version à couverture bleue. Et les trois versions sont différentes avec des chansons bonus alors que deux versions contiennent le même DVD.

## Pistes
1. « Do Ya » - 2:53 (Written By T.Fletcher, D.Poynter, J.Bourne)
2. « Falling In Love » - 4:26 (Written By D.Jones, T.Fletcher, J.Perry)
3. « Everybody Knows » - 3:15 (Written By T.Fletcher, D.Poynter, J.Bourne)
4. « Smile » - 3:18 (Written By D.Jones, T.Fletcher, J.Perry)
5. « One for the Radio » - 3:06 (Written By T.Fletcher)
6. « POV » - 3:53 (Written By T.Fletcher)
7. « Corrupted » - 3:39 (Written By T.Fletcher, L.Christy, G.Edwards, S.Spock)
8. « The Heart Never Lies » - 3:26 (Written By T.Fletcher)
9. « Going Through The Motions » - 3:25 (Written By T.Fletcher, D.Jones, D.Poynter)
10. « The Last Song » - 4:51 (Written By T.Fletcher, D.Jones, D.Poynter)

DVD Deluxe Edition - (Only in United Kingdom and Ireland)
- Part 1 - Down Under with McFly - The making of Radio:Active.
- Part 2 - Behind the scenes with McFly - promotion Radio:Active Summer 2008[8]

DVD Japan Deluxe Edition - (Only in Japan)
- « Lies » (Music Video)
- « One For The Radio » (Music Video)
- « Do Ya » (Music Video)
- The Making Of « Lies »
- Promoting Radio:Active - On The Road With McFly (Japan version)

DVD - Radio
- Active Documentário - (Only in Brazil, separate DVD for sale)
- Part 1 - Down Under with McFly - The making of Radio:Active.
- Part 2 - Behind the scenes with McFly - promotion Radio:Active Summer 2008
- Part 3 - McFly in Brazil

## Deluxe edition
1. "Only The Strong Survive"
2. "Down Goes Another One"
3. "Lies!"
4. "The End"

## Infos
L'album Radio:ACTIVE est le seul album du groupe qui est international(une édition worldwide est disponible) ; dans chaque pays où il est sorti, il y a toujours une édition propre à ce pays, comme le Japon sous le label avex-tax (sorti seulement le 11 février) avec une vingtaine de chansons (inclus Pov, Lies, Do ya acoustic) ou le Brésil avec les documentaires.
Le groupe a même décidé de faire une tournée internationale cette année (seules les dates au Japon et en Australie furent annoncées) avec néanmoins un concert à Amsterdam aux Pays-Bas est lui aussi prévu, mais ils n'abandonnent pas l'idée de faire une tournée des petites salles anglaises en mars sans oublier de faire sortir leur album en juin 2009 au Chili, Colombie, Mexique et Argentine. En attendant le prochain album qu'ils partent enregistrer en Australie.

## Singles
| Chanson              | Position | Position | Position | Position | Position | Position |
| Chanson              | UK       | IRE      | CHI      | BRA      | JAP      | EU       |
| -------------------- | -------- | -------- | -------- | -------- | -------- | -------- |
| "One for the Radio"  | 2        | 20       | 116      | —        | 26       | 12       |
| "Lies"               | 4        | 30       | 107      | 17       | —        | 14       |
| "Do Ya/Stay with Me" | 18       | —        | —        | —        | —        | 53       |

Les singles "Lies" et "One For The Radio" furent tous les deux certifiés disques de platine au Brésil après la vente respectivement de 150 000 et 100 000 exemplaires (en plus de l'album qui est lui aussi disque de platine après la vente de 60 000 exemplaires.

## Chart performance
| Chart (2008)                                   | Position |
| ---------------------------------------------- | -------- |
| UK Albums Chart                                | 8        |
| Brazil Albums Chart                            | 10       |
| Irish Albums Chart                             | 26       |
| U.S. Billboard European Top 100 Albums         | 34       |
| Japan Oricon Weekly Albums Chart               | 49       |
| Japan Oricon Weekly International Albums Chart | 15       |